# Boesenbergia rotunda
Boesenbergia rotunda är en enhjärtbladig växtart som först beskrevs av Carl von Linné, och fick sitt nu gällande namn av Rudolf Mansfeld. Boesenbergia rotunda ingår i släktet Boesenbergia och familjen Zingiberaceae. Inga underarter finns listade i Catalogue of Life.
Används ofta i asiatisk matlagning.

## Bildgalleri

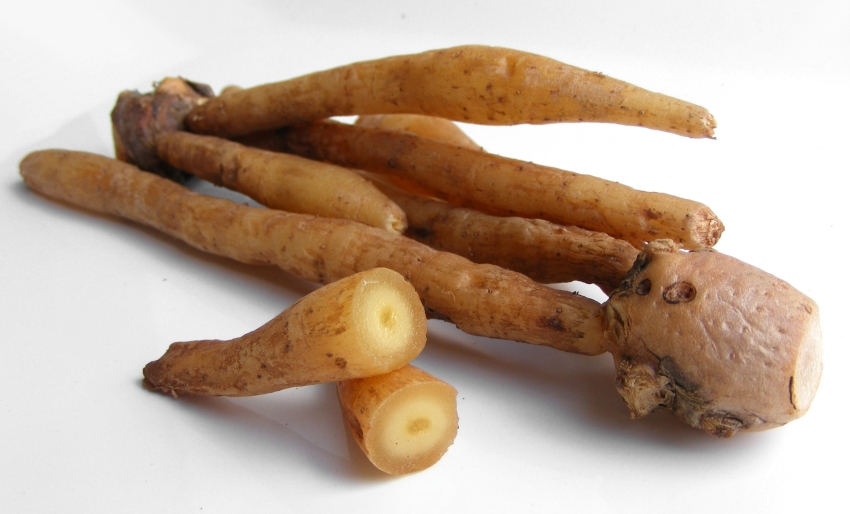
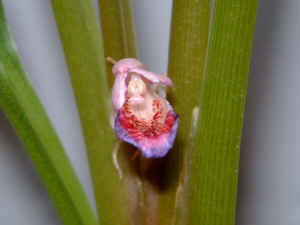
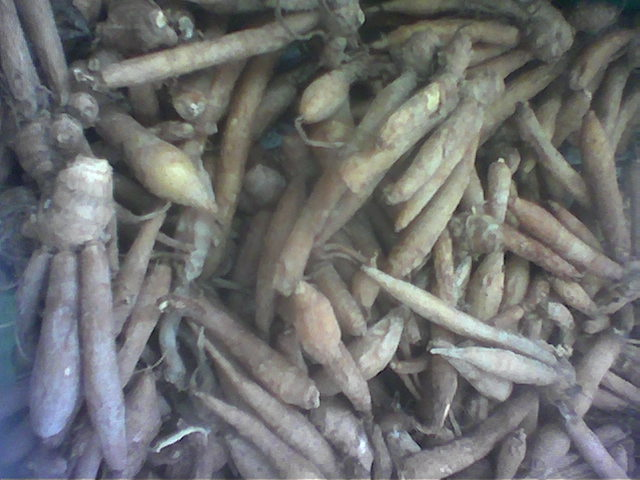